# Васильєв Василь Семенович
Василь Семенович Васильєв (1912—1944) — лейтенант Робітничо-селянської Червоної армії, учасник Другої світової війни, Герой Радянського Союзу (1945).

## Біографія
Василь Васильєв народився у 1912 році в селі Кояново (нині — Калтасинський район Башкортостану) в сім'ї селянина. Закінчив п'ять класів школи. У вересні 1941 року призваний на службу в Робітничо-селянську Червону Армію Кагановицький районним військовим комісаріатом Пермської області. У 1942 році Васильєв закінчив курси молодших лейтенантів. З серпня 1942 року — на фронтах Другої світової війни. До серпня 1944 року лейтенант Василь Васильєв командував 3-ю батареєю 1964-го винищувально-протитанкового полку 43-ї окремої винищувально-протитанкової артилерійської бригади 33-ї армії 3-го Білоруського фронту. Особливо відзначився під час звільнення Литовської РСР.
9 серпня 1944 року батарея Васильєва отримала бойове завдання відбити атаку німецької піхоти при підтримці 50 танків, що прорвалися в місто Вілкавішкіс. Під час бою батареєю знищено 8 танків, 2 САУ «Фердинанд», 2 БТР. Коли гармати вийшли з ладу, Васильєв організував оборону вогневих позицій за допомогою гранатометів і стрілецької зброї. В боях Васильєв особисто знищив гранатою БТР, а також знищив кілька ворожих солдатів і офіцерів. В цьому бою Васильєв загинув. Похований у Вілкавішкісі.
Указом Президії Верховної Ради СРСР від 24 березня 1945 року за зразкове виконання бойових завдань командування і проявлені мужність і героїзм у боях з німецькими загарбниками» лейтенант Василь Васильєв посмертно удостоєний високого звання Героя Радянського Союзу.

## Нагороди
- Орден Леніна
- Орден Вітчизняної війни 1-го ступеня (14.07.1944)[3]
- Орден Червоної Зірки (03.02.1944)[4]
- Медаль «За відвагу» (02.03.1943)[5]
- Медалі

## Пам'ять
В честь Васильєва В.С. названа вулиця в Вілкавішкісі і комсомольська організація однієї з середніх шкіл, вулиця в Пермі.